# Lista directorilor generali ai Căilor Ferate Române
Aceasta este o listă a directorilor generali ai Căilor Ferate Române, indiferent de numele pe care l-a purtat instituția și de ministerul de care a aparținut. Pentru perioada 1880-1980, principalele surse de informație pentru alcătuirea listei sunt volumul I al monografiei „Construcții pentru transporturi în România, 1881-1981”, editat de Centrala de Construcții Căi Ferate București și publicat în 1986, și lucrarea „Repere istorice în dezvoltarea căilor ferate române (1869-1939)”, disponibilă digital la Biblioteca Națională a României. Pentru perioada de după 1980 au fost folosite ca surse articole de presă din publicații tipărite sau electronice.

## Context
Căile Ferate Române au fost înființate prin decretul nr. 1248 din 11(stil vechi)/23 aprilie al  Ministerului Agriculturii, Comerciului și Lucrărilor Publice, sub denumirea „Direcțiunea Princiară a Căilor Ferate”. Decretul a fost publicat în Monitorul Oficial nr. 94 din 25 aprilie/7 mai 1880, iar primul director general al instituției a fost numit generalul Ștefan Fălcoianu, de profesie inginer și matematician. Din consiliul de administrație mai făceau parte Ioan Kalinderu și Eugeniu Stătescu.
Până în 1991, instituția a purtat diverse denumiri și a fost în subordinea câtorva ministere: Ministerul Agriculturii, Comerțului și Lucrărilor Publice, Ministerul Lucrărilor Publice, Ministerul Comerțului, Ministerul Transporturilor sau Ministerul Transporturilor și Telecomunicațiilor. Pentru scurte perioade de timp, Căile Ferate Române au fost ele înseși un minister separat, denumit Ministerul Căilor Ferate, iar directorul general a deținut rang de ministru.
Prin Hotărârea nr. 235, din 29 martie 1991, a guvernului Petre Roman, publicată în Monitorul Oficial din 16 aprilie 1991, a fost înființată Societatea Națională a Căilor Ferate Române (SNCFR), cu statut de regie autonomă de interes național, condusă de un consiliu de administrație alcătuit din 15 membri și de un președinte. Conform hotărârii de guvern, „președintele Societății Naționale a Căilor Ferate Române conduce activitatea curentă a societății și este numit în condițiile legii”. Primul președinte al SNCFR a fost Teodor Groza, instalat în funcție în luna aprilie 1991.
Pe 8 iulie 1998, în urma intrării în vigoare a Ordonanței de urgență nr. 12, din 7 iulie 1998, a guvernului Radu Vasile, „privind transportul pe căile ferate române și reorganizarea Societății Naționale a Căilor Ferate Române”, aceasta din urmă a fost divizată în șapte societăți separate. Începând cu data de 8 iulie 1998, în lista de mai jos sunt enumerați doar directorii „Companiei Naționale de Căi Ferate - C.F.R. S.A.” (CFR Infrastructură), nu și cei ai celorlalte entități rezultate din divizarea SNCFR.

### Lista directorilor generali
| Nr. crt. | Nume                                   | An naștere/ deces                              | Ocupație                 | De la              | Până la            | Mențiuni                                                       | Partid | Fotografie                                                 | Denumirea instituției                                            |
| --- | -------------------------------------- | ---------------------------------------------- | ------------------------ | ------------------ | ------------------ | -------------------------------------------------------------- | ------ | ---------------------------------------------------------- | ---------------------------------------------------------------- |
| 1 | Ștefan Fălcoianu                       | 6/18 iunie 1835 – 22 ianuarie/4 februarie 1905 | general, politician      | 11 aprilie 1880    | 14 aprilie 1883    |                                                                |        |                                                            | Direcția Princiară a Căilor Ferate (11 aprilie 1880–10 mai 1881) |
| 1 | Ștefan Fălcoianu                       | 6/18 iunie 1835 – 22 ianuarie/4 februarie 1905 | general, politician      | 11 aprilie 1880    | 14 aprilie 1883    | Direcția Regală C.F.R. (10 mai 1881–6 martie 1883)             |        |                                                            |                                                                  |
| 1 | Ștefan Fălcoianu                       | 6/18 iunie 1835 – 22 ianuarie/4 februarie 1905 | general, politician      | 11 aprilie 1880    | 14 aprilie 1883    | Direcția Generală C.F.R. (6 martie 1883–14 aprilie 1883)       |        |                                                            |                                                                  |
| 2 | Constantin Olănescu                    | 1845 – 14 mai 1928                             | inginer, politician      | 15 aprilie 1883    | 16 octombrie 1883  |                                                                | PC     |                                                            | Direcția Generală C.F.R.                                         |
| 3 | George C. Cantacuzino                  | 16 martie 1845 – 9 decembrie 1898              | matematician, politician | 16 octombrie 1883  | 10 aprilie 1888    |                                                                | PNL    |                                                            | Direcția Generală C.F.R.                                         |
| 4 | Gheorghe Duca                          | 3 februarie 1847 – 7 august 1899               | inginer, politician      | 10 aprilie 1888    | 7 octombrie 1895   |                                                                | PNL    |                                                            | Direcția Generală C.F.R.                                         |
| 5 | Anghel Saligny                         | 19 aprilie 1854 – 17 iunie 1925                | inginer                  | 7 octombrie 1895   | 1 septembrie 1899  |                                                                |        |                                                            | Direcția Generală C.F.R.                                         |
| 6 | Emil Miclescu                          | 1851 – 14 noiembrie 1940                       | inginer, politician      | 1 septembrie 1899  | 1 decembrie 1908   |                                                                | PC     |                                                            | Direcția Generală C.F.R.                                         |
| 7 | Alexandru Cottescu                     | 1885 – 9 iulie 1936                            | inginer, politician      | 2 decembrie 1908   | 1 februarie 1917   |                                                                | PNL    |                                                            | Direcția Generală C.F.R.                                         |
| 8 (1) | Alexandru Periețeanu                   | 1867 – 11 august 1946                          | inginer, politician      | 1 februarie 1917   | 1 august 1918      |                                                                | PC     |                                                            | Direcția Generală C.F.R.                                         |
| 9 | Alexandru Mareș                        | ? – ?                                          | inginer                  | 1 august 1918      | 9 noiembrie 1918   |                                                                |        |                                                            | Direcția Generală C.F.R.                                         |
| 10 (2) | Alexandru Periețeanu                   | 1867 – 11 august 1946                          | inginer, politician      | 9 noiembrie 1918   | 23 decembrie 1919  |                                                                | PC     |                                                            | Direcția Generală C.F.R.                                         |
| 11 | Ion Macri                              | 12 ianuarie 1868 – 1 noiembrie 1937            | general, politician      | 23 decembrie 1919  | 15 decembrie 1920  |                                                                | PNȚ    |                                                            | Direcția Generală C.F.R.                                         |
| 12 (1) | Mihail Ionescu                         | ? – ?                                          | general                  | 15 decembrie 1920  | 28 ianuarie 1922   |                                                                |        |                                                            | Direcția Generală C.F.R.                                         |
| 13 | Tancred Constantinescu                 | 18 mai 1878 – 14 mai 1951                      | inginer, politician      | 28 ianuarie 1922   | 1 noiembrie 1923   |                                                                | PNL    |                                                            | Direcția Generală C.F.R.                                         |
| 14 | Ștefan Pretorian                       | ? – 4 iulie 1942                               | inginer                  | 1 noiembrie 1923   | 3 februarie 1927   |                                                                |        |                                                            | Direcția Generală C.F.R.                                         |
| 15 (2) | Mihail Ionescu                         | ? – ?                                          | general                  | 3 februarie 1927   | 6 aprilie 1927     |                                                                |        |                                                            | Subsecretariatul de Stat al Căilor Ferate                        |
| 16 (3) | Alexandru Periețeanu                   | 1867 – 11 august 1946                          | inginer, politician      | 6 aprilie 1927     | 12 august 1927     |                                                                |        |                                                            | Subsecretariatul de Stat al Căilor Ferate                        |
| 17 | Nicolae Teodorescu                     | ? – ianuarie 1943                              | inginer                  | 13 august 1927     | 11 aprilie 1929    |                                                                |        |                                                            | Direcția Generală C.F.R.                                         |
| 18 | Stan Vidrighin                         | 1876 – 1956                                    | inginer, politician      | 11 aprilie 1929    | 28 ianuarie 1931   |                                                                | PNȚ    |                                                            | Direcția Generală C.F.R.                                         |
| 19 (3) | Mihail Ionescu                         | ? – ?                                          | general                  | 28 ianuarie 1931   | 1 ianuarie 1933    |                                                                |        |                                                            | Direcția Generală C.F.R.                                         |
| 20 | Cezar Mereuță                          | mai 1876 – 1952                                | inginer                  | 1 ianuarie 1933    | 1 octombrie 1936   |                                                                |        |                                                            | Direcția Generală C.F.R.                                         |
| 21 | Ion Macovei                            | 28 august 1885 – 12 octombrie 1950             | inginer, politician      | 1 noiembrie 1936   | 27 septembrie 1940 |                                                                | FRN    |                                                            | Direcția Generală C.F.R.                                         |
| 22 | Teodor C. Orezeanu                     | 1889 – ?                                       | general                  | 27 septembrie 1940 | 26 septembrie 1944 |                                                                |        |                                                            | Direcția Generală C.F.R.                                         |
| 23 | Constantin Păunescu                    | ? – ?                                          | inginer                  | 26 septembrie 1944 | 11 noiembrie 1944  |                                                                |        |                                                            | Direcția Generală C.F.R.                                         |
| 24 | Ion S. Bernacki                        | 16 noiembrie 1894 – 6 mai 1968                 | inginer                  | 11 noiembrie 1944  | 1 decembrie 1946   |                                                                | PCR    |                                                            | Direcția Generală C.F.R.                                         |
| 25 | Chivu Stoica                           | 8 august 1908 – 18 februarie 1975              | politician               | 1 decembrie 1946   | 16 aprilie 1948    |                                                                | PMR    |                                                            | Direcția Generală C.F.R.                                         |
| 26 | Alexa Augustin                         | 9 februarie 1911 – 29 mai 1979                 | politician               | 16 aprilie 1948    | 29 martie 1951     |                                                                | PMR    |                                                            | Direcția Generală C.F.R. (16 aprilie 1948–23 decembrie 1948)     |
| 26 | Alexa Augustin                         | 9 februarie 1911 – 29 mai 1979                 | politician               | 16 aprilie 1948    | 29 martie 1951     | Departamentul Căilor Ferate (23 decembrie 1948–29 martie 1951) | PMR    |                                                            |                                                                  |
| 27 (1) | Ionel Diaconescu                       | ? – 2 aprilie 1986                             | inginer                  | 29 martie 1951     | 21 august 1956     | demisie                                                        | PMR    |                                                            | Direcția Generală C.F.R. (29 martie 1951–24 ianuarie 1953)       |
| 27 (1) | Ionel Diaconescu                       | ? – 2 aprilie 1986                             | inginer                  | 29 martie 1951     | 21 august 1956     | demisie                                                        | PMR    | Ministerul Căilor Ferate (24 ianuarie 1953–21 august 1956) |                                                                  |
| 28 | Ion Cozma                              | 16 decembrie 1923 –                            | politician               | 21 august 1956     | 19 martie 1957     |                                                                | PMR    |                                                            | Ministerul Căilor Ferate (24 ianuarie 1953–21 august 1956)       |
| 29 | Emil Bodnăraș                          | 10 februarie 1904 – 24 ianuarie 1976           | general                  | 19 martie 1957     | 1 ianuarie 1958    |                                                                | PMR    |                                                            | Ministerul Căilor Ferate (24 ianuarie 1953–21 august 1956)       |
| 30 (2) | Ionel Diaconescu                       | ? – 2 aprilie 1986                             | inginer                  | 1 ianuarie 1958    | 18 decembrie 1965  |                                                                | PMR    |                                                            | Departamentul Căilor Ferate                                      |
| 31 | Dumitru Simulescu                      | 25 octombrie 1912 – ?                          |                          | 18 decembrie 1965  | 31 mai 1966        | destituit după accidentul feroviar din 31 mai                  | PCR    |                                                            | Ministerul Căilor Ferate                                         |
| 32 | Florian Dănălache                      | 9 iulie 1915 – 1984                            | general, politician      | 31 mai 1966        | 19 august 1969     |                                                                | PCR    |                                                            | Ministerul Căilor Ferate                                         |
| 33 (3) | Ionel Diaconescu                       | ? – 2 aprilie 1986                             | inginer                  | 19 august 1969     | 10 aprilie 1978    |                                                                | PCR    |                                                            | Departamentul Căilor Ferate                                      |
| 34 | Ion Nicolescu                          | ? – ?                                          | inginer                  | 10 aprilie 1978    | ?                  |                                                                | PCR    |                                                            | Departamentul Căilor Ferate                                      |
| 35 | ?                                      | ? – ?                                          |                          | ?                  | ?                  |                                                                |        |                                                            | Departamentul Căilor Ferate                                      |
| Lista președinților Societății Naționale a Căilor Ferate Române                                                                          |                                        |                                                |                          |                    |                    |                                                                |        |                                                            |                                                                  |
| 36 | Teodor Groza                           | 1 aprilie 1940 – ?                             | inginer                  | aprilie 1991       | 21 august 1991     |                                                                | PDSR   |                                                            | Societatea Națională a Căilor Ferate Române                      |
| 37 | Aurel Dumitrescu                       | ? –                                            |                          | 21 august 1991     | 1 septembrie 1993  |                                                                |        |                                                            | Societatea Națională a Căilor Ferate Române                      |
| 38 | Nicolae Ionescu                        | ? –                                            | inginer                  | 1 septembrie 1993  | 27 decembrie 1996  | destituit pentru „deficiențe organizatorice”                   |        |                                                            | Societatea Națională a Căilor Ferate Române                      |
| 39 | Virgil Leancu                          | ? –                                            | inginer                  | 27 decembrie 1996  | 2 martie 1998      |                                                                |        |                                                            | Societatea Națională a Căilor Ferate Române                      |
| 40 | Viorel Simuț                           | ? –                                            | inginer                  | 2 martie 1998      | 8 iulie 1998       |                                                                | PUNR   |                                                            | Societatea Națională a Căilor Ferate Române                      |
| Lista directorilor generali ai Companiei Naționale de Căi Ferate CFR S.A. după reorganizarea Societății Naționale a Căilor Ferate Române |                                        |                                                |                          |                    |                    |                                                                |        |                                                            |                                                                  |
| 40 | Viorel Simuț                           | ? –                                            | inginer                  | 8 iulie 1998       | 17 iulie 2000      | demis                                                          | PUNR   |                                                            | Compania Națională de Căi Ferate CFR S.A.                        |
| 41 | Mihai Necolaiciuc                      | 24 iulie 1952 –                                | inginer                  | 17 iulie 2000      | 21 octombrie 2003  | demisie; cercetat de PNA și OLAF                               |        |                                                            | Compania Națională de Căi Ferate CFR S.A.                        |
| 42 | Florentina Stan                        | ? –                                            |                          | 21 octombrie 2003  | ?                  |                                                                |        |                                                            | Compania Națională de Căi Ferate CFR S.A.                        |
| 43 | Vasile Tulbure                         | 3 decembrie 1950 –                             | inginer                  | ?                  | 1 martie 2005      | demis pentru „management necorespunzător”                      |        |                                                            | Compania Națională de Căi Ferate CFR S.A.                        |
| 44 | Grigore Suciu                          | ? –                                            |                          | 1 martie 2005      | 15 mai 2005        | demis                                                          | PD     |                                                            | Compania Națională de Căi Ferate CFR S.A.                        |
| 45 | Traian Preoteasa                       | 20 mai 1966 –                                  | inginer                  | 15 mai 2005        | 28 iunie 2006      | demis                                                          |        |                                                            | Compania Națională de Căi Ferate CFR S.A.                        |
| 46 (1) | Viorel Scurtu (interimar)              | ? –                                            | inginer                  | 28 iunie 2006      | ? august 2006      |                                                                |        |                                                            | Compania Națională de Căi Ferate CFR S.A.                        |
| 47 (1) | Constantin Axinia                      | 20 ianuarie 1961 –                             | inginer                  | ? august 2006      | ? aprilie 2007     |                                                                | PD     |                                                            | Compania Națională de Căi Ferate CFR S.A.                        |
| 48 | Constantin Manea                       | ? –                                            | inginer                  | ? aprilie 2007     | 23 decembrie 2008  |                                                                |        |                                                            | Compania Națională de Căi Ferate CFR S.A.                        |
| 49 (2) | Viorel Scurtu                          | ? –                                            | inginer                  | 24 decembrie 2008  | 23 martie 2009     | interimar                                                      |        |                                                            | Compania Națională de Căi Ferate CFR S.A.                        |
| 49 (2) | Viorel Scurtu                          | ? –                                            | inginer                  | 23 martie 2009     | 30 iunie 2009      | director plin                                                  |        |                                                            | Compania Națională de Căi Ferate CFR S.A.                        |
| 50 | Ion Garoseanu                          | ? –                                            | inginer                  | 30 iunie 2009      | 9 octombrie 2009   | schimbat „prin acordul părților”                               | PSD    |                                                            | Compania Națională de Căi Ferate CFR S.A.                        |
| 51 (3) | Viorel Scurtu (interimar)              | ? –                                            | inginer                  | 9 octombrie 2009   | 1 februarie 2010   |                                                                |        |                                                            | Compania Națională de Căi Ferate CFR S.A.                        |
| 52 | Emil Sabo                              | ? –                                            | jurist                   | 1 februarie 2010   | 27 august 2010     | demisie; trimis în judecată de DNA                             |        |                                                            | Compania Națională de Căi Ferate CFR S.A.                        |
| 53 (4) | Viorel Scurtu (interimar)              | ? –                                            | inginer                  | 27 august 2010     |                    |                                                                |        |                                                            | Compania Națională de Căi Ferate CFR S.A.                        |
| 54 | Ioan Valeriu Trică                     | 1969 –                                         | inginer                  | 2 septembrie 2010  | 16 decembrie 2010  |                                                                |        |                                                            | Compania Națională de Căi Ferate CFR S.A.                        |
| 55 | Ion Stoichescu                         | 16 octombrie 1976 –                            | inginer                  | 16 decembrie 2010  | ? mai 2012         |                                                                |        |                                                            | Compania Națională de Căi Ferate CFR S.A.                        |
| 56 | Cristian Ghibu                         | ? –                                            | inginer                  | ? mai 2012         | 12 decembrie 2012  | manager de stat                                                |        |                                                            | Compania Națională de Căi Ferate CFR S.A.                        |
| 56 | Cristian Ghibu                         | ? –                                            | inginer                  | 12 decembrie 2012  | ? ianuarie 2013    | manager privat                                                 |        |                                                            | Compania Națională de Căi Ferate CFR S.A.                        |
| 57 | Dimitris Sophocleous (manager privat)  | ? –                                            | economist                | 14 ianuarie 2013   | 16 aprilie 2013    | demisie                                                        |        |                                                            | Compania Națională de Căi Ferate CFR S.A.                        |
| 58 | George Micu (manager privat)           | ? –                                            |                          | 16 aprilie 2013    | 20 ianuarie 2014   |                                                                |        |                                                            | Compania Națională de Căi Ferate CFR S.A.                        |
| 59 | Ionel Voicu (interimar)                | ? –                                            | inginer                  | 20 ianuarie 2014   | 1 aprilie 2014     |                                                                |        |                                                            | Compania Națională de Căi Ferate CFR S.A.                        |
| 60 | Macarie Alexandru Moldovan (interimar) | 14 septembrie 1971 –                           | inginer                  | 1 aprilie 2014     | 2 martie 2015      |                                                                |        |                                                            | Compania Națională de Căi Ferate CFR S.A.                        |
| 61 | Dan Costescu                           | 23 februarie 1969 –                            | inginer                  | 2 martie 2015      | 17 noiembrie 2015  | promovat ministru al Transporturilor                           |        |                                                            | Compania Națională de Căi Ferate CFR S.A.                        |
| 62 (1) | Marius Chiper                          | 1969 –                                         | inginer                  | 8 decembrie 2015   | 24 octombrie 2017  | demisie                                                        |        |                                                            | Compania Națională de Căi Ferate CFR S.A.                        |
| 63 | Cristian Ungurean                      | 15 august 1970 –                               | inginer                  | 9 noiembrie 2017   | 6 februarie 2018   | demisie                                                        |        |                                                            | Compania Națională de Căi Ferate CFR S.A.                        |
| 64 | Ion Gavrilă                            | ? –                                            | inginer                  | 12 februarie 2018  | ?                  |                                                                |        |                                                            | Compania Națională de Căi Ferate CFR S.A.                        |
| 65 | Costin Mihalache (interimar)           | 23 august 1968 –                               | jurist                   | 13 februarie 2019  | 1 martie 2019      | demisie; promovat la cancelaria guvernului                     |        |                                                            | Compania Națională de Căi Ferate CFR S.A.                        |
| 66 (2) | Constantin Axinia                      | 20 ianuarie 1961 –                             | inginer                  | 25 martie 2019     | 14 octombrie 2019  |                                                                |        |                                                            | Compania Națională de Căi Ferate CFR S.A.                        |
| 67 (2) | Marius Chiper                          | 1969 –                                         | inginer                  | 14 octombrie 2019  | 13 februarie 2020  |                                                                |        |                                                            | Compania Națională de Căi Ferate CFR S.A.                        |
| 68 | Ioan Pintea                            | ? –                                            | inginer                  | 15 februarie 2020  | 17 decembrie 2021  |                                                                |        |                                                            | Compania Națională de Căi Ferate CFR S.A.                        |
| 69 | Ion Simu-Alexandru                     | 22 mai 1971 –                                  | inginer                  | 17 decembrie 2021  |                    |                                                                |        |                                                            | Compania Națională de Căi Ferate CFR S.A.                        |